# Сяо Ді
Сяо Ді (кит.: 肖棣; нар. 14 травня 1991) — китайський борець греко-римського стилю, дворазовий срібний та дворазовий бронзовий призер чемпіонатів Азії, дворазовий срібний призер Азійських ігор, учасник Олімпійських ігор.

## Життєпис
Боротьбою почав займатися з 2007 року. Був бронзовим призером чемпіонату світу 2011 року серед юніорів.
Виступає за Шаньдунський борцівський клуб. Тренер — Ху Фуян.

## Спортивні результати на міжнародних змаганнях

### Виступи на Олімпіадах
| Змагання                    | Збірна | Вагова категорія                 | Місце |
| --------------------------- | ------ | -------------------------------- | ----- |
| Літні Олімпійські ігри 2016 | Китай  | греко-римська боротьба, до 98 кг | 19    |

### Виступи на Чемпіонатах світу
| Змагання                        | Збірна | Вагова категорія                 | Місце |
| ------------------------------- | ------ | -------------------------------- | ----- |
| Чемпіонат світу з боротьби 2013 | КНР    | греко-римська боротьба, до 96 кг | 32    |
| Чемпіонат світу з боротьби 2015 | КНР    | греко-римська боротьба, до 98 кг | 7     |
| Чемпіонат світу з боротьби 2019 | КНР    | греко-римська боротьба, до 97 кг | 24    |

### Виступи на Чемпіонатах Азії
| Змагання                       | Збірна | Вагова категорія                 | Місце  |
| ------------------------------ | ------ | -------------------------------- | ------ |
| Чемпіонат Азії з боротьби 2012 | КНР    | греко-римська боротьба, до 96 кг | Срібло |
| Чемпіонат Азії з боротьби 2014 | КНР    | греко-римська боротьба, до 98 кг | Бронза |
| Чемпіонат Азії з боротьби 2015 | КНР    | греко-римська боротьба, до 98 кг | Срібло |
| Чемпіонат Азії з боротьби 2017 | КНР    | греко-римська боротьба, до 98 кг | 5      |
| Чемпіонат Азії з боротьби 2018 | КНР    | греко-римська боротьба, до 97 кг | 7      |
| Чемпіонат Азії з боротьби 2019 | КНР    | греко-римська боротьба, до 97 кг | Бронза |

### Виступи на Азійських іграх
| Змагання           | Збірна | Вагова категорія                 | Місце  |
| ------------------ | ------ | -------------------------------- | ------ |
| Азійські ігри 2014 | КНР    | греко-римська боротьба, до 98 кг | Срібло |
| Азійські ігри 2018 | КНР    | греко-римська боротьба, до 97 кг | Срібло |

### Виступи на інших змаганнях
| Змагання                                                        | Збірна | Вагова категорія                  | Місце  |
| --------------------------------------------------------------- | ------ | --------------------------------- | ------ |
| Олімпійський кваліфікаційний турнір з боротьби 2012 (Гельсінкі) | КНР    | греко-римська боротьба, до 96 кг  | 9      |
| Міжнародний меморіал Дейва Шульца 2014                          | КНР    | греко-римська боротьба, до 98 кг  | Золото |
| Кубок Тахті 2015                                                | КНР    | греко-римська боротьба, до 98 кг  | Бронза |
| Кубок Владислава Пітласинські 2015                              | КНР    | греко-римська боротьба, до 98 кг  | 14     |
| Золотий Гран-прі з боротьби 2015                                | КНР    | греко-римська боротьба, до 98 кг  | Бронза |
| Гран-прі Парижа з боротьби 2016                                 | КНР    | греко-римська боротьба, до 98 кг  | Золото |
| Гран-прі Угорщини з боротьби 2016                               | КНР    | греко-римська боротьба, до 98 кг  | Золото |
| Олімпійський кваліфікаційний турнір з боротьби 2016 (Астана)    | КНР    | греко-римська боротьба, до 98 кг  | Золото |
| Кубок Владислава Пітласинські 2016                              | КНР    | греко-римська боротьба, до 98 кг  | 5      |
| Cerro Pelado International 2017                                 | КНР    | греко-римська боротьба, до 98 кг  | Бронза |
| Гран-прі Угорщини з боротьби 2018                               | КНР    | греко-римська боротьба, до 97 кг  | 5      |
| Кубок Тахті 2019                                                | КНР    | греко-римська боротьба, до 97 кг  | 11     |
| Турнір Дана Колова — Николи Петрова 2019                        | КНР    | греко-римська боротьба, до 97 кг  | 12     |
| Меморіал Олега Караваєва 2019                                   | КНР    | греко-римська боротьба, до 130 кг | 15     |
| Кубок Владислава Пітласинські 2019                              | КНР    | греко-римська боротьба, до 97 кг  | 7      |
| Турнір Маттео Пелліцоне 2020                                    | КНР    | греко-римська боротьба, до 130 кг | 12     |

### Виступи на змаганнях молодших вікових груп
| Змагання                                      | Збірна | Вагова категорія                 | Місце  |
| --------------------------------------------- | ------ | -------------------------------- | ------ |
| Чемпіонат світу з боротьби серед юніорів 2010 | КНР    | греко-римська боротьба, до 96 кг | 8      |
| Чемпіонат світу з боротьби серед юніорів 2011 | КНР    | греко-римська боротьба, до 96 кг | Бронза |